# Tetracanthella kendalli
Tetracanthella kendalli är en urinsektsart som beskrevs av Bagnall 1939. Tetracanthella kendalli ingår i släktet Tetracanthella och familjen Isotomidae. Inga underarter finns listade i Catalogue of Life.